# Christoph Jeremias Rost
Christoph Jeremias Rost (* 10. Juli 1718 in Grimma; † 13. Januar 1790 in Bautzen) war ein deutscher Philologe und Pädagoge.

## Leben
Rost wurde 1718 als Sohn des Kaufmanns Jeremias Rost in Grimma geboren. Er besuchte die Fürstenschule St. Augustin in Grimma. Danach studierte er von 1737 bis 1743 an der Universität Leipzig. Er habilitierte sich 1746. Ein Jahr später wurde er Rektor in Plauen und 1759 in Bautzen. Während seiner 30-jährigen Bautzener Schaffenszeit konnte er das Gymnasium zu einer neuen Blüte führen. Nach Rosts Tod gab sein Sohn Friedrich Wilhelm Ehrenfried Rost 1791 sein Werk Epigrammata heraus.